# Waterpoort (Zaltbommel)
De Waterpoort is een stadspoort te Zaltbommel, gelegen nabij Waterstraat 46. De op de Waal kijkende poort is de enige overgebleven van vijf stadspoorten die Zaltbommel ooit rijk was. Deze waren onderdeel van de 14e-eeuwse Bommelse stadsommuring.
De Waterpoort werd in 1942 gerestaureerd en ook de pleisterlaag werd weggehaald, zodat de bakstenen muren weer tevoorschijn kwamen. Naast de poort bevindt zich een restant van de stadsmuur, voorzien van twee spaarbogen. Tegen de poort zijn twee huizen gebouwd, die eveneens in 1942 werden gerestaureerd, en wel een met een schilddak, dat aan de Waterstraat een 16e-eeuwse trapgevel heeft, en een met een vroeg-19e-eeuwse gevel.